# Ecos del Torbes
Ecos del Torbes es una emisora de radio venezolana que trasmitia su señal por 780 kHz en Amplitud Modulada AM desde San Cristóbal, en el estado Táchira de Venezuela ahora solo transmite vía web. Es miembro fundador de la Cámara Venezolana de la Radiodifusión (CVR).

## Historia
Ecos del Torbes fue la segunda emisora creada en el Estado Táchira, después de Radio la Voz del Táchira (1938), en la actualidad conocida como Radio Táchira y 
se creó a través de una compañía cooperativaque formaron Gregorio González Lovera, Jesús A. Lugo, José Días Figueredo y Antonio Monroe. 
Inició transmisiones el 9 de agosto de 1947; posteriormente, Gregorio González Lovera adquirió la empresa en su totalidad y pasó a ser su propietario. 
Desde sus comienzos, la información formó parte de su programación, con avances informativos, noticieros y la suscripción a importantes agencias de noticias internacionales.
A partir de las siguientes décadas, la programación cambió en un concepto vanguardista y de carácter popular, lo cual dio los cambios importantes de la estación.